# Michael Greis
Michael Greis (Füssen, 18 agosto 1976) è un ex biatleta tedesco.

## Biografia
Originario di Nesselwang, ha iniziato a praticare biathlon a livello agonistico nel 1989. In Coppa del Mondo ha esordito il 28 febbraio 2001 nell'individuale di Salt Lake City (66°) e ha ottenuto la prima vittoria, nonché primo podio, l'8 dicembre dello stesso anno nella staffetta di Hochfilzen.
Il mix che lo faceva essere competitivo nelle gare è una buona percentuale al poligono sia nelle sessioni in piedi che a terra e a volte, soprattutto quando vince, anche una buona condizione sugli sci stretti.
In carriera ha preso parte anche ad alcune tappe della Coppa del Mondo di sci di fondo, ottenendo come miglior piazzamento il 27º posto nella 2 km sprint a tecnica libera di Düsseldorf del 26 ottobre 2002.
Nel dicembre del 2012 ha annunciato il suo ritiro.

## Palmarès

### Olimpiadi
- 3 medaglie:
  - 3 ori (individuale[2], partenza in linea[2], staffetta[2] a Torino 2006)

### Mondiali
- 12 medaglie:
  - 3 ori (staffetta[2] a Oberhof 2004; partenza in linea[2] ad Anterselva 2007; staffetta mista[2] a Östersund 2008)
  - 3 argenti (individuale[2] a Hochfilzen/Chanty-Mansijsk 2005; individuale[2] ad Anterselva 2007; staffetta mista[2] a Chanty-Mansijsk 2011)
  - 6 bronzi (staffetta mista a Hochfilzen/Chanty-Mansijsk 2005; staffetta[2] ad Anterselva 2007; staffetta[2] a Östersund 2008; staffetta[2], staffetta mista[2] a Pyeongchang 2009; staffetta[2] a Ruhpolding 2012).

### Europei
- 2 medaglie:
  - 1 oro (inseguimento ad Alta Moriana 2001)
  - 1 argento (staffetta ad Alta Moriana 2001)

### Coppa del mondo
- Vincitore della Coppa del Mondo nel 2007
- Vincitore della Coppa del Mondo di individuale nel 2005, nel 2006 e nel 2009
- Vincitore della Coppa del Mondo di sprint nel 2007
- 49 podi (29 individuali, 20 a squadre), oltre a quelli conquistati in sede olimpica e iridata e validi anche ai fini della Coppa del Mondo:
  - 15 vittorie (8 individuali, 7 a squadre)
  - 17 secondi posti (10 individuali, 7 a squadre)
  - 17 terzi posti (11 individuali, 6 a squadre)

#### Coppa del Mondo - vittorie
| Data             | Località    | Nazione       | Specialità                                                |
| ---------------- | ----------- | ------------- | --------------------------------------------------------- |
| 8 dicembre 2001  | Hochfilzen  | Austria       | RL (con Ricco Groß, Marco Morgenstern e Frank Luck)       |
| 16 marzo 2002    | Lahti       | Finlandia     | RL (con Ricco Groß, Sven Fischer e Frank Luck)            |
| 19 febbraio 2005 | San Sicario | Italia        | IN                                                        |
| 11 dicembre 2005 | Hochfilzen  | Austria       | RL (con Ricco Groß, Alexander Wolf e Sven Fischer)        |
| 4 gennaio 2006   | Oberhof     | Germania      | RL (con Ricco Groß, Alexander Wolf e Sven Fischer)        |
| 12 gennaio 2006  | Ruhpolding  | Germania      | RL (con Michael Rösch, Alexander Wolf e Sven Fischer)     |
| 14 dicembre 2006 | Hochfilzen  | Austria       | SP                                                        |
| 12 gennaio 2008  | Ruhpolding  | Germania      | SP                                                        |
| 13 gennaio 2008  | Ruhpolding  | Germania      | PU                                                        |
| 18 gennaio 2008  | Anterselva  | Italia        | SP                                                        |
| 29 febbraio 2008 | Pyeongchang | Corea del Sud | PU                                                        |
| 3 dicembre 2008  | Östersund   | Svezia        | IN                                                        |
| 19 marzo 2009    | Trondheim   | Norvegia      | SP                                                        |
| 5 gennaio 2011   | Oberhof     | Germania      | RL (con Christoph Stephan, Alexander Wolf e Arnd Peiffer) |
| 23 gennaio 2011  | Anterselva  | Italia        | RL (con Christoph Stephan, Daniel Böhm e Arnd Peiffer)    |

Legenda:

IN = individuale

SP = sprint

PU = inseguimento

RL = staffetta

## Riconoscimenti
- Medaglia Holmenkollen nel 2011